# شمرسية
الشمرسية (الاسم العلمي: Monsteroideae)، فُصيلة نباتات مُزهرة من فصيلة اللوفية.
تتميز هذه الفُصيلة بوجود العديد من الخلايا الصلبة الشعرية (trichosclereids) في الأجزاء الخُضرية والزهرية للنباتات، ولكن نادرًا ما توجد في الجذور.